# Loewinella flavipes
Loewinella flavipes là một loài ruồi trong họ Asilidae. Loewinella flavipes được Londt miêu tả năm 1982. Loài này phân bố ở vùng nhiệt đới châu Phi.